# Budova Živnostenské banky (Prostějov)
Bývalá budova Živnostenské banky v Prostějově, jež byla vystavěna v letech 1911–1912, stojí na křižovatce ulic Kravařova č.p. 123/1 a nám. T. G. Masaryka 123/17. Od 7. září 2010 je objekt kulturní památkou.

## Historie a popis
K výstavbě honosného objektu pobočky prostějovské Živnostenské banky v historizujícím slohu došlo mezi léty 1911–1913 pod vedením Osvalda Polívky. Rohový dům o třech poschodích s průčelím do náměstí T. G. Masaryka o třech osách a centrálním arkýřem, přesahujícím druhé a třetí patro, má zdobenou korunní římsu a dekorovaný štít. Po obou stranách od hlavního vstupu jsou umístěna dvě velkoplošná, půlkruhově uzavřená výkladní okna. Ke stavbě bylo využito křídlo staršího objektu, stávajícího v Kravařově ulic a nejspíše pocházejícího z roku 1818. Při stavbě bankovní budovy bylo modifikováno a propojeno s novostavbou.
První patro obývaly kanceláře banky a také se v něm nacházel čtyřpokojový byt. Ve zbývajících nadzemních podlažích byly situovány bytové jednotky. Menší přestavbou, jež projektoval František Benda, prošel dům roku 1935, při které byly oddělené garsonky propojeny ve větší bytové celky. Do roku 1951 v budově sídlila banka. Po roce 2000 prošel objekt rekonstrukcí.

## Galerie

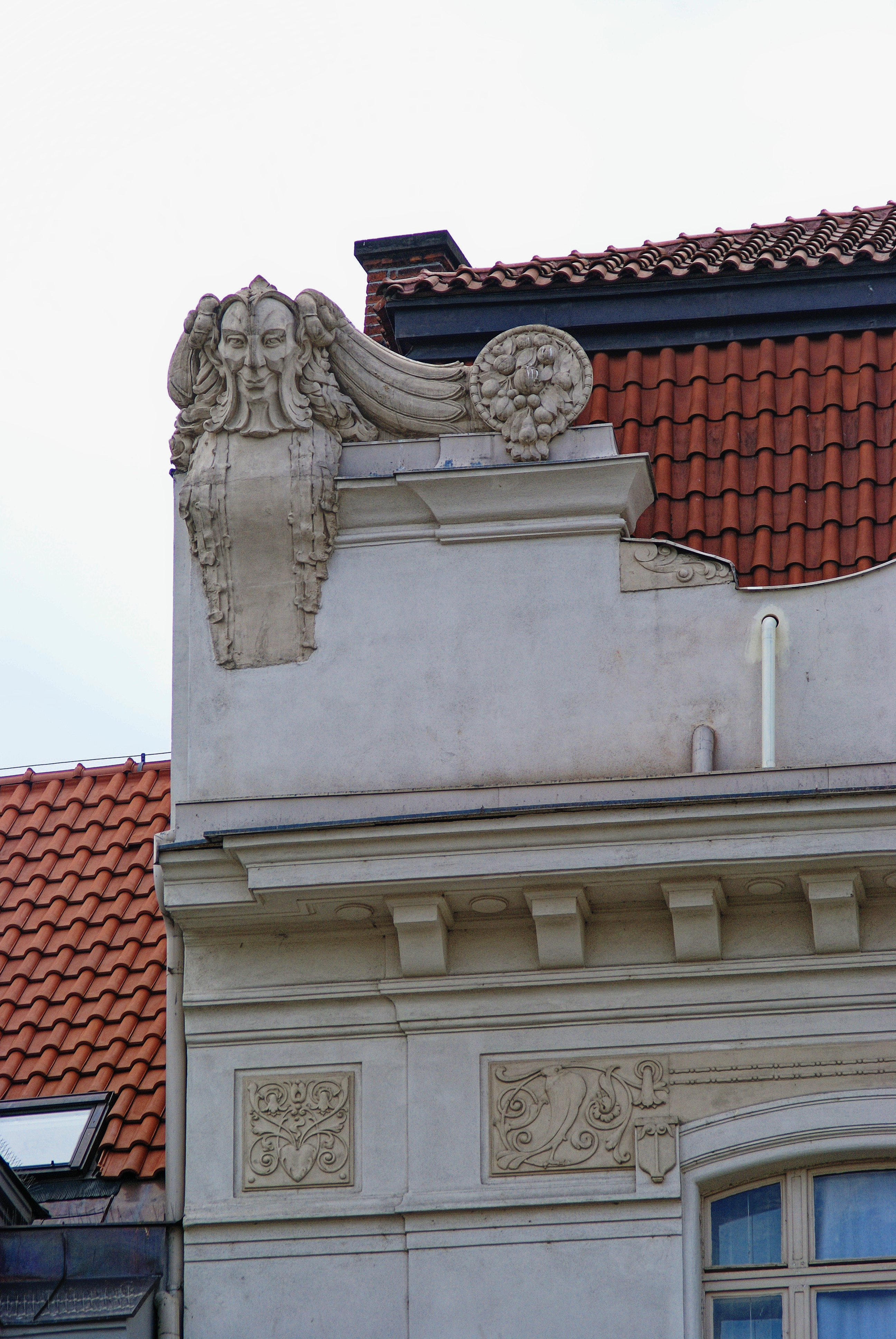
Detail korunní římsy
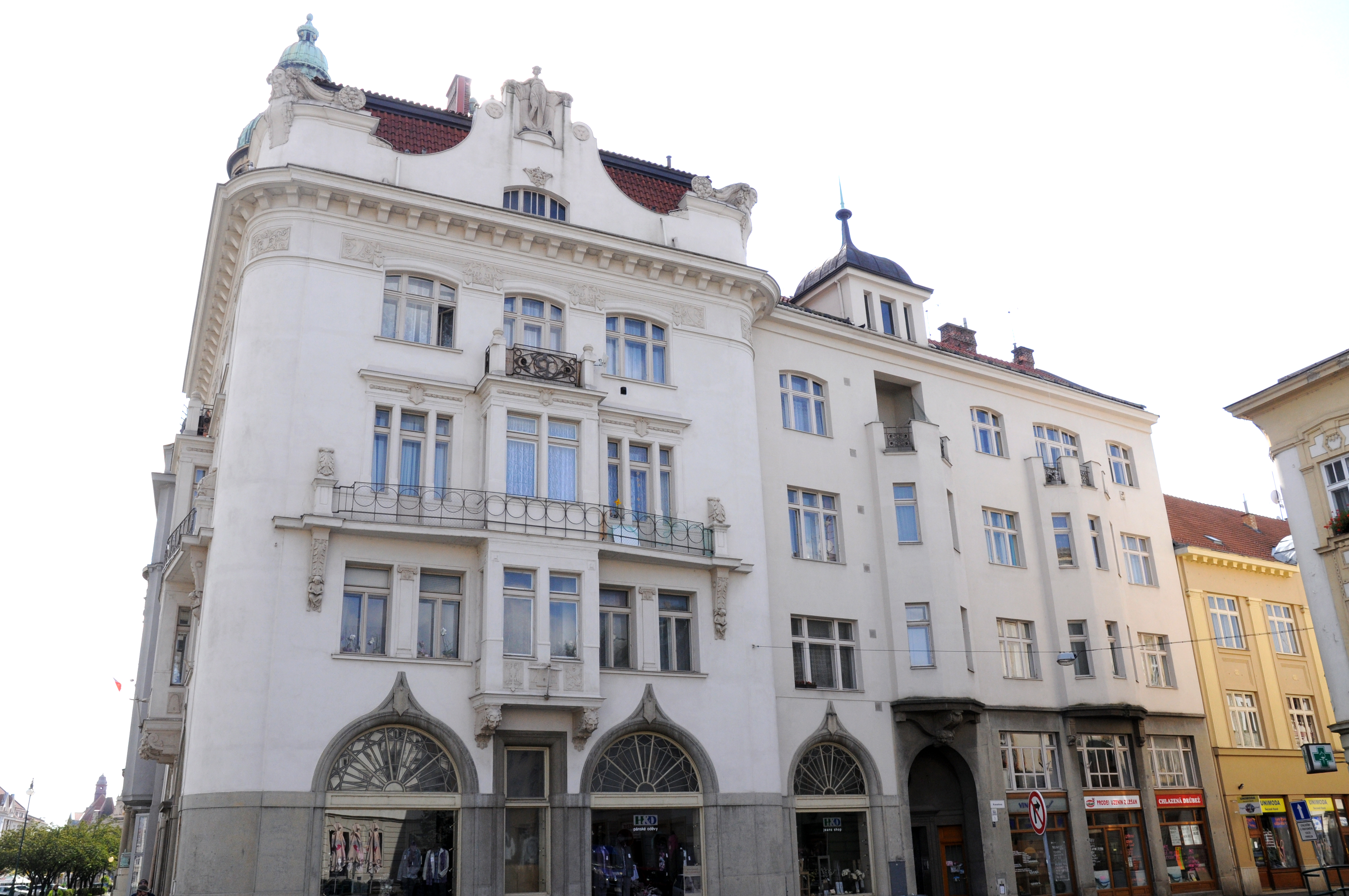
Pohled z Kravařovy ulice